# RIM-7 Sea Sparrow
De RIM-7 Sea Sparrow is een radargeleide luchtdoelraket met explosieve
kop voor gebruik vanaf oorlogsschepen. Het is een variant van de AIM-7 Sparrow-
lucht-luchtraket voor gevechtsvliegtuigen. Het type is geschikt voor het neerhalen
van vliegtuigen en antischipraketten op grote hoogtes en in alle weersomstandigheden.
De Sea Sparrow werd oorspronkelijk ontwikkeld door Sperry Corporation en de
United States Navy. Latere versies werden ontwikkeld en geproduceerd door
Raytheon en General Dynamics. De raket wordt gebruikt door de meeste
NAVO-leden. Er waren enkele praktische
problemen met de raket. Een aantal gebruikers hebben daarom samen de
RIM-162 Evolved Sea Sparrow Missile-variant ontwikkeld.
Oekraïne lanceert deze raketten sinds 2023 vanaf in samenwerking met de Verenigde Staten gemodificeerde Boek-M1-voertuigen.

## Externe links

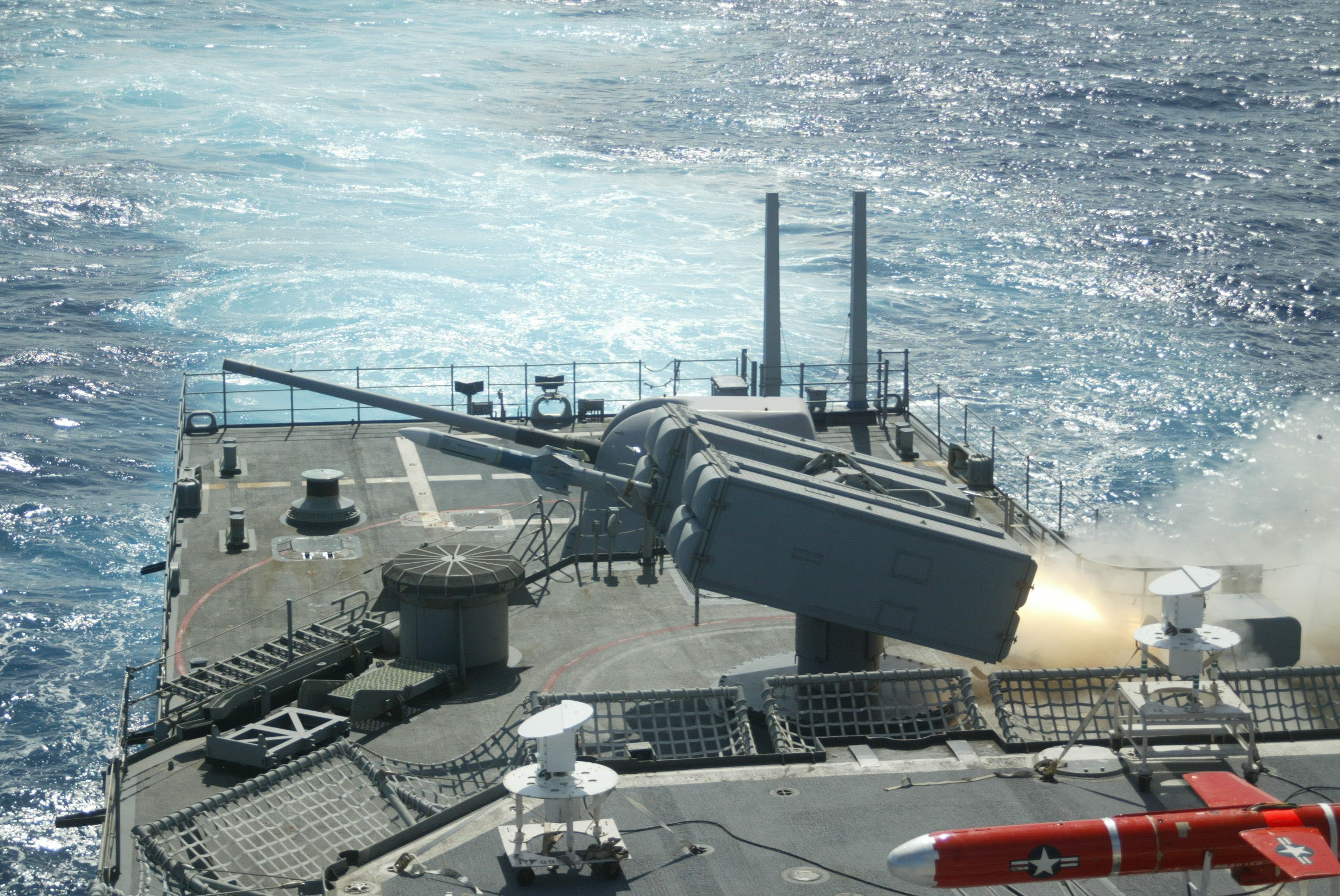
Een lancering vanaf de USS O'Brien.
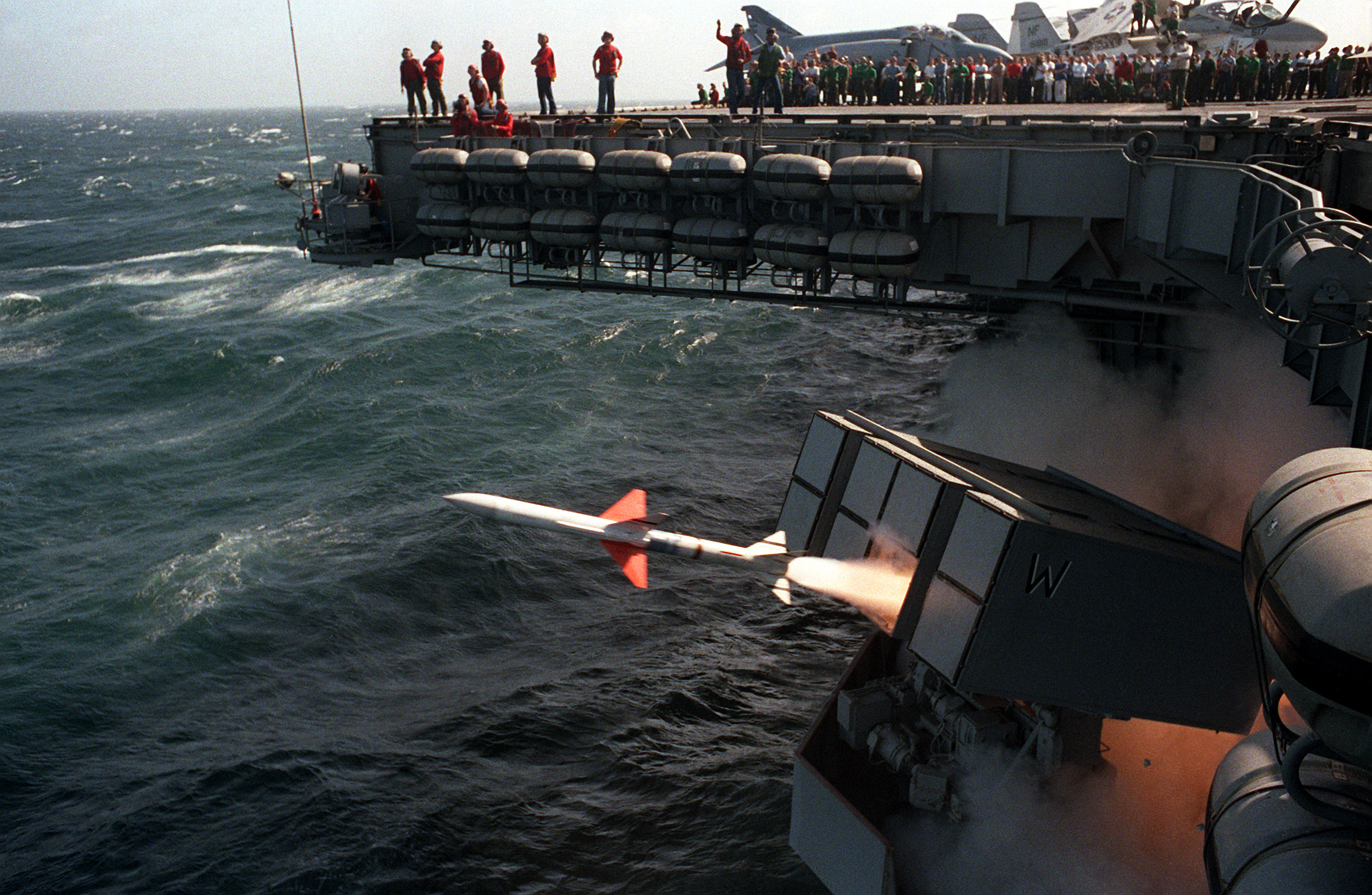
Lancering van een Sea Sparrow op de USS Midway.
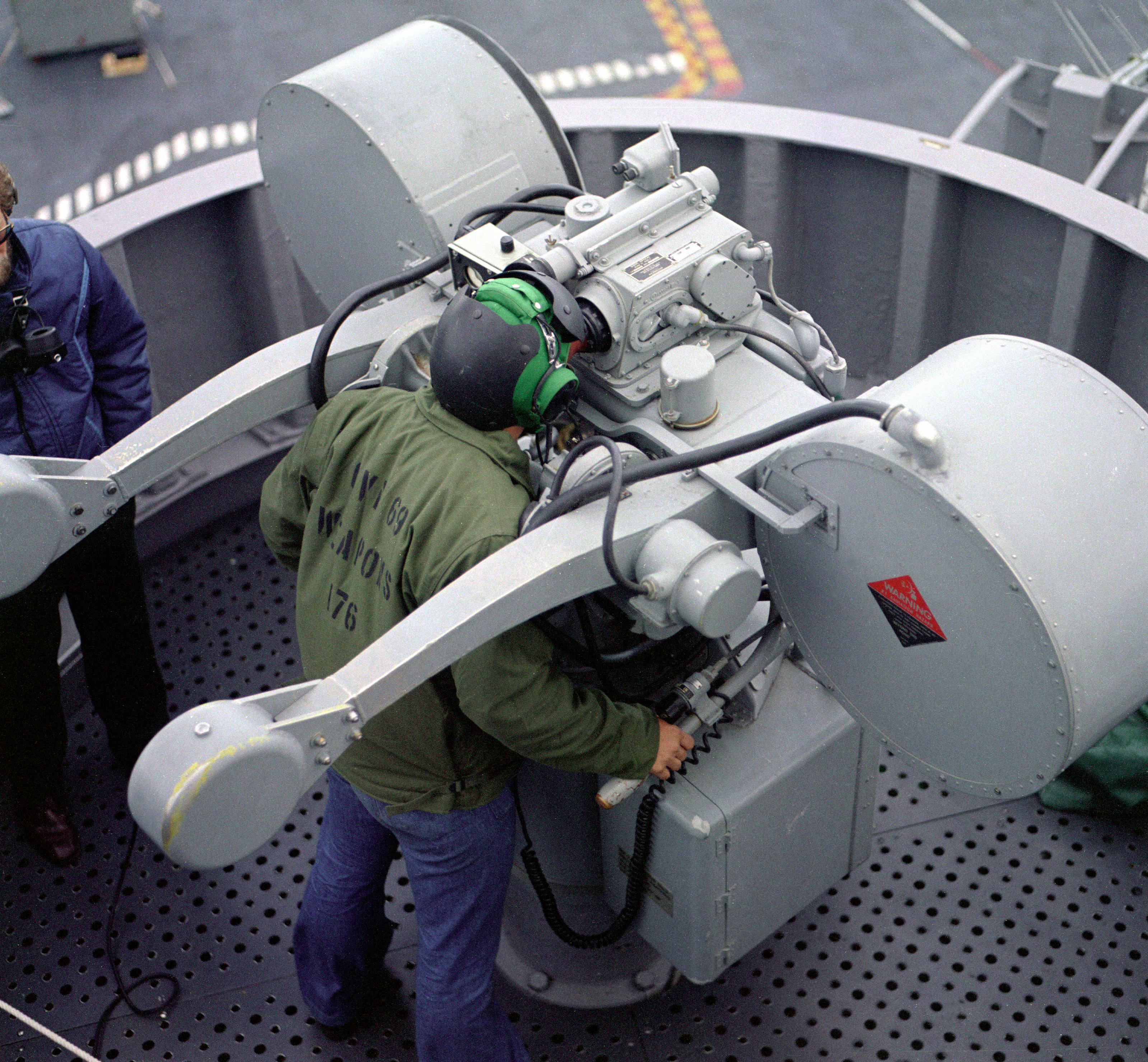
Het bemande Mk 115 Sea Sparrow-vuurcontrolesysteem op de USS Dwight D. Eisenhower in gebruik.
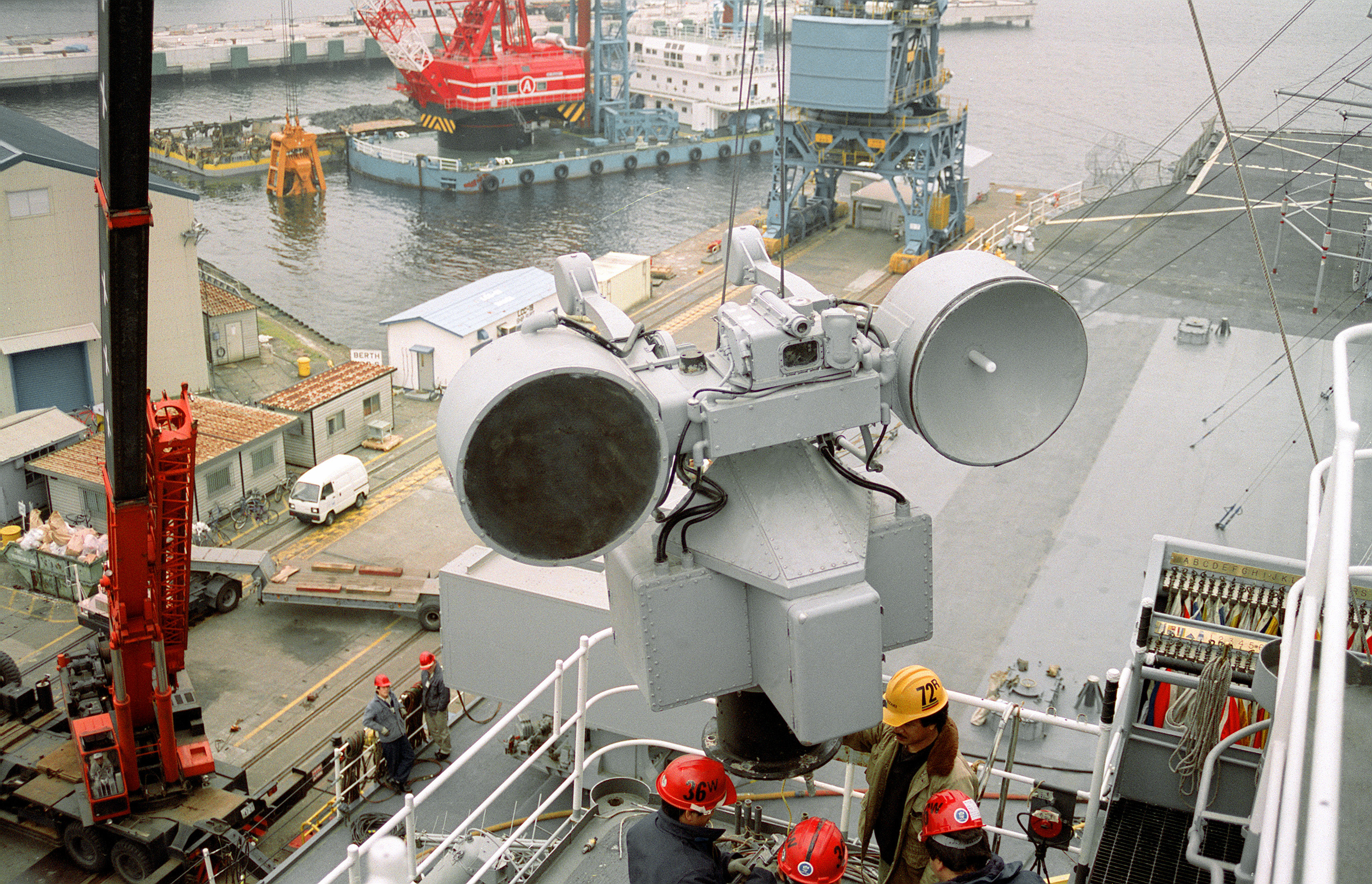
Zicht op het Mk 115 Sea Sparrow-vuurcontrolesysteem tijdens de verwijdering van de USS Blue Ridge.

## Nederland
De Koninklijke Marine schafte in de jaren zeventig de NATO Sea Sparrow (NSSM) aan voor gebruik aan boord van fregatten van de Tromp-, Kortenaer-, Van Heemskerck- en Karel Doormanklassen.
De NSSM is een modificatie van de oorspronkelijke Sea Sparrow, waarbij de belangrijkste aanpassing de mogelijkheid tot het vouwen van de vinnen is. Zowel raket als lanceerinrichting nemen dan minder ruimte in.
De Sea Sparrow wordt bij de Nederlandse marine gekoppeld aan een WM/25 of STIR-24 vuurleidingsradar van Hollandse Signaal Apparaten. De eerste drie series fregatten lanceerden de raket met behulp van een Mk. 29 lanceerinrichting. Deze heeft 8 raketten gereed in de lanceerder. Acht tot zestien raketten worden in magazijn nog meegevoerd. De Karel Doormanklasse gebruikt een Mk. 48 vertical launch system voor zestien raketten.
Voor de De Zeven Provinciënklasse is de Evolved Sea Sparrow Missile aangeschaft. Hierbij wordt de raket gelanceerd uit het Mk. 41 vertical launch system en wordt geleid door de APAR (Active Phased Array Radar) van het schip.